# Eccellenza Liguria 1991-1992
Il campionato italiano di calcio di Eccellenza regionale 1991-1992 è stato il primo organizzato in Italia. Rappresenta il sesto livello del calcio italiano.
All'inizio della stagione 1991-1992 il Comitato Regionale Ligure, su richiesta e riordino voluto dalla Lega Nazionale Dilettanti, cambiò denominazione in Comitato Regionale Liguria.

## Girone A

### Squadre partecipanti
| Squadra               | Città                   |
| --------------------- | ----------------------- |
| U.S. Angelo Baiardo   | Genova (GE)             |
| S.S. Argentina Arma   | Arma di Taggia (IM)     |
| U.S. Busalla          | Busalla (GE)            |
| U.L.S. Carcarese      | Carcare (SV)            |
| A.C. Entella Bacezza  | Chiavari (GE)           |
| A.C. Lavagna          | Lavagna (GE)            |
| C.S. Monterosso       | Monterosso al Mare (SP) |
| Ortonovo Calcio       | Ortonovo (SP)           |
| G.S. Pegliese         | Pegli (GE)              |
| U.S. Pontedecimo      | Pontedecimo (GE)        |
| U.S. Sanremese        | Sanremo (IM)            |
| F.S. Sestrese         | Sestri Ponente (GE)     |
| U.S. Sestri Levante   | Sestri Levante (GE)     |
| F.C. Vado             | Vado Ligure (SV)        |
| Ventimiglia Calcio    | Ventimiglia (IM)        |
| U.S. Vezzano Bottagna | Vezzano Ligure (SP)     |

## Classifica finale
|  | Pos. | Squadra          | Pt | G  | V  | N  | P  | GF | GS | DR  |
|  | ---- | ---------------- | -- | -- | -- | -- | -- | -- | -- | --- |
|  | 1.   | Sanremese        | 46 | 30 | 21 | 4  | 5  | 62 | 21 | +41 |
|  | 2.   | Sestrese         | 42 | 30 | 16 | 10 | 4  | 35 | 16 | +19 |
|  | 3.   | Vado             | 39 | 30 | 16 | 7  | 7  | 50 | 28 | +22 |
|  | 4.   | Pontedecimo      | 38 | 30 | 15 | 8  | 7  | 47 | 26 | +21 |
|  | 5.   | Lavagna          | 37 | 30 | 13 | 11 | 6  | 31 | 24 | +7  |
|  | 6.   | Sestri Levante   | 33 | 30 | 10 | 13 | 7  | 39 | 27 | +12 |
|  | 7.   | Busalla          | 32 | 30 | 11 | 10 | 9  | 31 | 27 | +4  |
|  | 8.   | Entella Bacezza  | 30 | 30 | 12 | 6  | 12 | 28 | 33 | -5  |
|  | 8.   | Ventimiglia      | 30 | 30 | 10 | 10 | 10 | 29 | 26 | +3  |
|  | 10.  | Pegliese         | 28 | 30 | 10 | 8  | 12 | 33 | 33 | 0   |
|  | 11.  | Argentina Arma   | 27 | 30 | 7  | 13 | 10 | 23 | 38 | -15 |
|  | 12.  | Carcarese        | 24 | 30 | 7  | 10 | 13 | 23 | 37 | -14 |
|  | 13.  | Ortonovo         | 22 | 30 | 6  | 10 | 14 | 20 | 37 | -17 |
|  | 14.  | Angelo Baiardo   | 19 | 30 | 4  | 11 | 15 | 24 | 39 | -15 |
|  | 15.  | Monterosso       | 18 | 30 | 4  | 10 | 16 | 21 | 49 | -28 |
|  | 16.  | Vezzano Bottagna | 15 | 30 | 3  | 9  | 18 | 29 | 64 | -35 |

Legenda:

      Promosso al Campionato Nazionale Dilettanti 1992-1993.
      Retrocesso in Promozione 1992-1993.
Note:

Due punti a vittoria, uno a pareggio, zero a sconfitta.
Pari merito in caso di pari punti per le squadre non in zona promozione e/o retrocessione.
Spareggio fra le peggiori o migliori classificate per l'attribuzione del titolo sportivo.
Utilizzati gli scontri diretti in caso di 3 o più squadre a pari punti per definire le spareggianti.